# Связь в Сан-Марино
Связь в Сан-Марино — одна из отраслей экономики Сан-Марино.
Автоматическая телефонная система полностью объединена с итальянской системой. Абонентов основной линии: 20,600 (2002). Число телефонных номеров: 16,800 (2002). Международный телефон на микроволнах. Кабельное радио-телевещание соединяется с итальянской сетью; наземные станции спутниковой связи отсутствуют.
Радио-телевещательные станции: AM 0, FM 3; на коротких волнах 0 (1998). Радио: 16,000 (1997). Телевещательные станции: 1 (Жители Сан-Марино также получают телевещание из Италии) (1997). Телевещание: 9,000 (1997)
Пользователи Интернета: 14,300 (2002). Интернет-провайдер (ISPs): 1 (1999). Домен верхнего уровня: .sm.